# TT178
| F35 | M4 | t · Z1 |

| F35 | M4 | t · Z1 |

| k · n · Z2 | r · Z1 |

| k · n · Z2 | r · Z1 |

TT178 (Theban Tomb 178) è la sigla che identifica una delle Tombe dei Nobili ubicate nell’area della cosiddetta Necropoli Tebana, sulla sponda occidentale del Nilo dinanzi alla città di Luxor, in Egitto. Destinata a sepolture di nobili e funzionari connessi alle case regnanti, specie del Nuovo Regno, l'area venne sfruttata, come necropoli, fin dall'Antico Regno e, successivamente, sino al periodo Saitico (con la XXVI dinastia) e Tolemaico.

## Titolare
TT178 era la tomba di:
| Titolare                 | Titolo | Necropoli | Dinastia/Periodo           | Note                                                  |
| ------------------------ | --- | --------- | -------------------------- | ----------------------------------------------------- |
| Neferronpet, detto Kenro | Capo degli scriba del tesoro nei possedimenti di Amon, re di tutti gli dei; Scriba delle divine offerte nella casa di Amon | El-Khokha | XIX dinastia (Ramses II ?) | a nord-ovest e a breve distanza dalla casa dell'Omdeh |

## Biografia
Piay, Prete purificatore a Karnak, nel tempio di Amon, fu suo padre; Wiay fu sua madre e Mutemwia, Cantatrice di Amon, fu sua moglie. Quanto al nome del titolare, delle 95 volte in cui esso è riportato all'interno della TT178, solo 19 volte è indicato come Neferronpet, mentre 86 volte è indicato come Kenro. Di queste ricorrenze, i due nomi affiancati ricorrono invece 7 volte come "Neferronpet detto Kenro" e 4 volte, al contrario, come "Kenro detto Neferronpet"; l'ipotesi più accreditata ritiene perciò che il nome fosse originariamente Kenro e che, essendo di origine straniera, il titolare, considerata anche l'alta carica rivestita, fosse stato rinominato Neferronpet (letteralmente "Buon-Anno") alla Corte faraonica.

## La tomba
L'ingresso di TT178, alla base di una scalinata, si apre in un cortile da cui è possibile accedere anche alle TT296 e TT365. Un breve corridoio (1 in planimetria) sulle cui pareti sono riportati cartigli di Ramses II nonché rappresentazioni di Osiride e il defunto e la moglie in atto di adorazione di inni a Ra-Horakhti, immette in una camera quasi quadrata; sulle pareti: quattordici scene (2-3-4) con brani tratti dal Libro delle Porte, il defunto e la moglie in adorazione di divinità e in atto di bruciare offerte dinanzi ad Anubi, scene di psicostasia con Horus e Thot che recano l'esito della pesatura a Osiride, Iside e Nephtys, il defunto e la moglie offrono libagioni ad Amenhotep I e alla regina Ahmose Nefertari. Su altre pareti (5-6-7), su due registri sovrapposti e sei scene, il defunto in adorazione dinanzi a una porta con fiori, uomini che adorano un pilastro Djed, personificato, che sorregge il disco solare dotato di mani; poco oltre il defunto e la moglie adorano Maat e Thot, Atum e Sekhmet, Ptah e Iside, Ra-Horakhti; seguono scene della processione funeraria con il trasporto del sarcofago, accompagnato da prefiche e dolenti, e di tavole per banchetto e cerimonie sulla mummia. Sul soffitto i titoli del defunto.
Un breve corridoio presenta sulle pareti (8) il defunto e la moglie in adorazione di Osiride e Iside, su un lato, e Ra-Horakhti e Maat, sull'altro; sul soffitto l'uccello ba. Una camera rettangolare presenta, sulle pareti: su due registri e otto scene (9-10) il defunto in adorazione di un dio mummiforme, il defunto e la moglie in adorazione di Tueris  e di Hathor in veste di vacca sacra. Su altre pareti (11-12) il defunto e la moglie offrono libagioni a un pilastro Djed personificato con Anubi, Thot e Upuaut, Sokar-Osiride rappresentato come falco; in una scena il defunto, indicato come Kenro, sorveglia il lavoro di realizzatori di perline, scultori e cuochi; la Casa dell'Oro di Amon con il controllo del peso dell'oro registrato da scribi e uomini che immagazzinano provviste. Sul fondo una nicchia (13) ospita quattro statue: il defunto e la moglie, un tale [Ni]ay, prete wab di Amon e un altro personaggio del cui nome resta solo il geroglifico per "y".
La tomba si sviluppa anche con un appartamento sotterraneo cui si accede per il tramite di un pozzo profondo circa 5 m che si trova nell'angolo sud-est della camera rettangolare più interna (in linea tratteggiata grigia o rossa in planimetria); si ritiene tuttavia, per dettagli stilistici dello scavo, che solo i locali I e II (in rosso in planimetria) siano coevi della TT178 e facessero parte dell'appartamento funerario di Neferronpet e Mutemwia; le restanti sale (da III a IX in colore grigio in planimetria) vennero probabilmente scavate successivamente, forse per ospitare altri rappresentanti della famiglia. Il ritrovamento di frammenti di una cassa e di un ushabti con il nome di Piay, e di un frammento del sarcofago con il nome di Mutemwia hanno dato certezza di una loro effettiva sepoltura nei primi due locali.

### Annotazioni
1. ↑  La numerazione dei locali e delle pareti (in rosso) segue quella di Porter e Moss 1927, p. 282.
2. ↑  La prima numerazione delle tombe, dalla numero 1 alla 253, risale al 1913 con l’edizione del "Topographical Catalogue of the Private Tombs of Thebes" di Alan Gardiner e Arthur Weigall. Le tombe erano numerate in ordine di scoperta e non geografico; ugualmente in ordine cronologico di scoperta sono le tombe dalla 253 in poi.
3. ↑  I campi della Duat, ovvero l'aldilà egizio, si trovavano, secondo le credenze, proprio sulla riva occidentale del grande fiume.
4. ↑  Nella sua epoca di utilizzo, l'area era nota come "Quella di fronte al suo Signore" (con riferimento alla riva orientale, dove si trovavano le strutture dei Palazzi di residenza dei re e i templi dei principali dei) o, più semplicemente, "Occidente di Tebe".
5. ↑  le Tombe dei Nobili, benché raggruppate in un'unica area, sono di fatto distribuite su più necropoli distinte.
6. ↑  Le note, sovente di inquadramento topografico della tomba, sono tratte dal "Topographical Catalogue" di Gardiner e Weigall, ed. 1913 e fanno perciò riferimento alla situazione dell'epoca.
7. ↑  Con il termine omdeh si indica, in Egitto, il capo-villaggio.
8. ↑  Secondo altre interpretazioni, tuttavia ugualmente attestanti una provenienza straniera, Kenro potrebbe essere stata la variante sillabica del nome cananita Ken-El in cui il termine finale El, ovvero dio, costituirebbe la parte teofora del nome; a suffragio di tale interpretazione si porta la recente scoperta, a cura dell'egittologo francese Alain-Pierre Zivie (1947, vivente), della tomba del cosiddetto "visir dimenticato" Aper-El nell'area di Saqqara.
9. ↑  I preti "wab", ma anche "uab", o "uebu", appartenevano al basso clero ed erano incaricati della manutenzione degli strumenti del culto e degli oggetti comunque ad esso connessi. A loro competeva il lavacro e l'abbigliamento giornaliero della statua del dio presso cui operavano e a loro competeva il trasporto della statua del dio (generalmente su una barca sacra) durante le cerimonie. Erano gerarchicamente sottoposti ad un "grande prete wab" cui competevano le operazioni giornaliere di culto della divinità.
10. ↑  Recenti studi, specie di Kenneth Kitchen, su un testo geroglifico consentirebbero di ipotizzare che il nome del personaggio possa essere [Pi]ay e potrebbe trattarsi del padre di Neferronpet/Kenro; il personaggio femminile, potrebbe invece essere identificabile in [Wia]y che potrebbe, in tal caso, essere la madre del defunto.
11. ↑  Altezza 1,70 m x 3 x 3, il locale più vasto e più profondo della parte ipogea.
12. ↑  Più in alto, rispetto al fondo del pozzo, di circa 1,75 m; alto circa 1 m, largo 1 e profondo 2 m.
13. ↑  Locali da III a IX:
  - III: altezza 1,40 m x larghezza 2,50 x profondità 2,50;
  - IV: 1, 50 x 2,50 x 1,60; * V: di forma irregolare, con una lunghezza approssimativa di circa 3,70 m, presenta una parte del pavimento più incassata forse per ospitare un sarcofago;
  - VII: segue, a nord-est della V, la VII alta 1 m, larga altrettanto e che si sviluppa verso est per circa 2,90 m;
  - VI: altezza 1,50 x 2,50 x 2,50, ad un livello più alto della VII;
  - VIII: altezza 1,70 x 2,00 x 2,50;
  - IX: altezza 0,75 x 1,75 x 2,30.

### Fonti
1. 1 2  Porter e Moss 1927,  p. 283.
2. ↑  Gardiner e Weigall 1913.
3. ↑  Donadoni 1999,  p. 115.
4. ↑  Porter e Moss 1927, p. 283.
5. ↑  Gardiner e Weigall 1913, p. 32.
6. ↑  Gardiner e Weigall 1913, pp. 32-33.
7. ↑  Gardiner e Weigall 1913, p. 33.
8. 1 2 3 4  Hofmann 1995.
9. ↑  Kitchen 2001, pp. 231-238.
10. ↑  Porter e Moss 1927, pp. 283-285.